# 喬吼舞

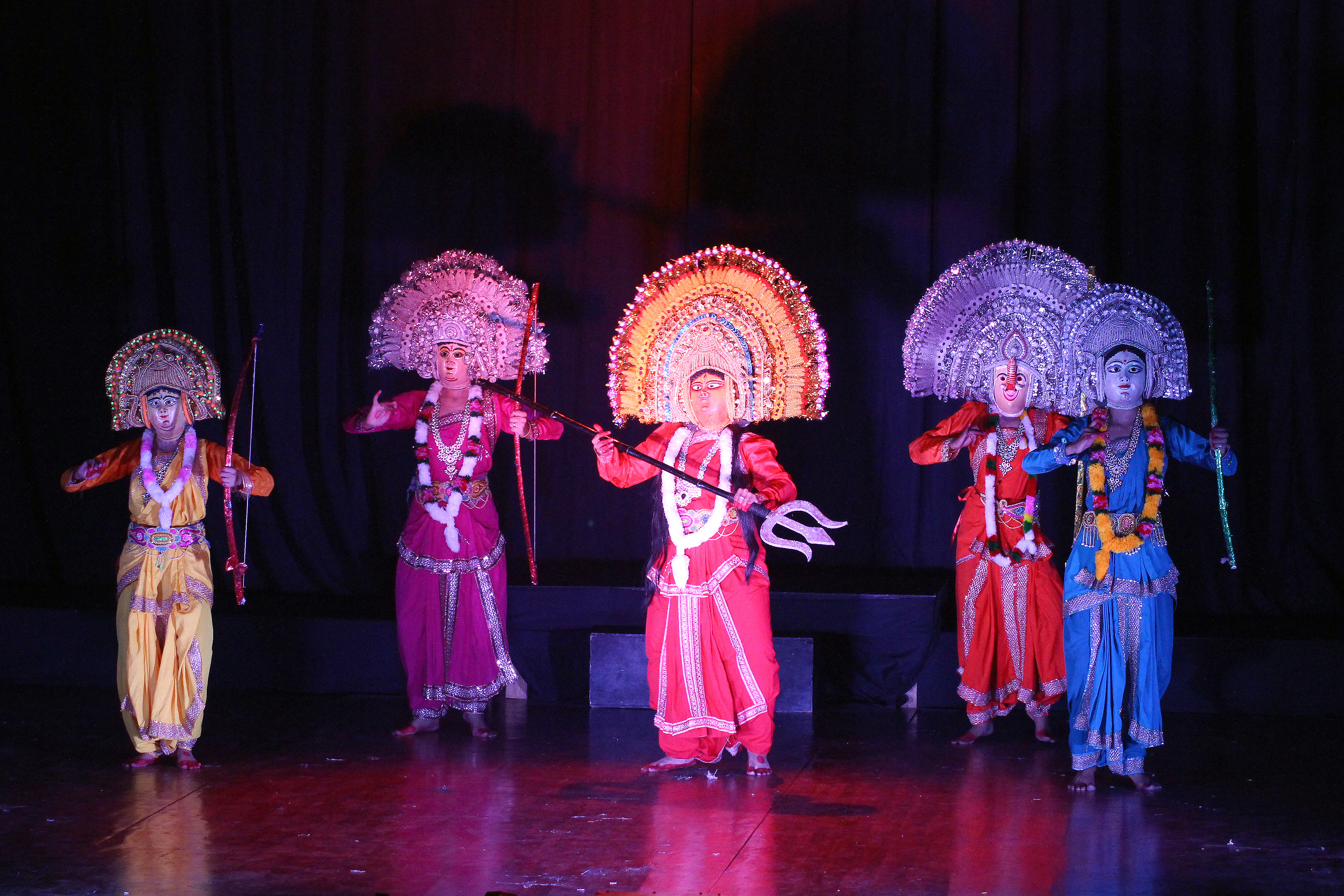
喬吼舞表演

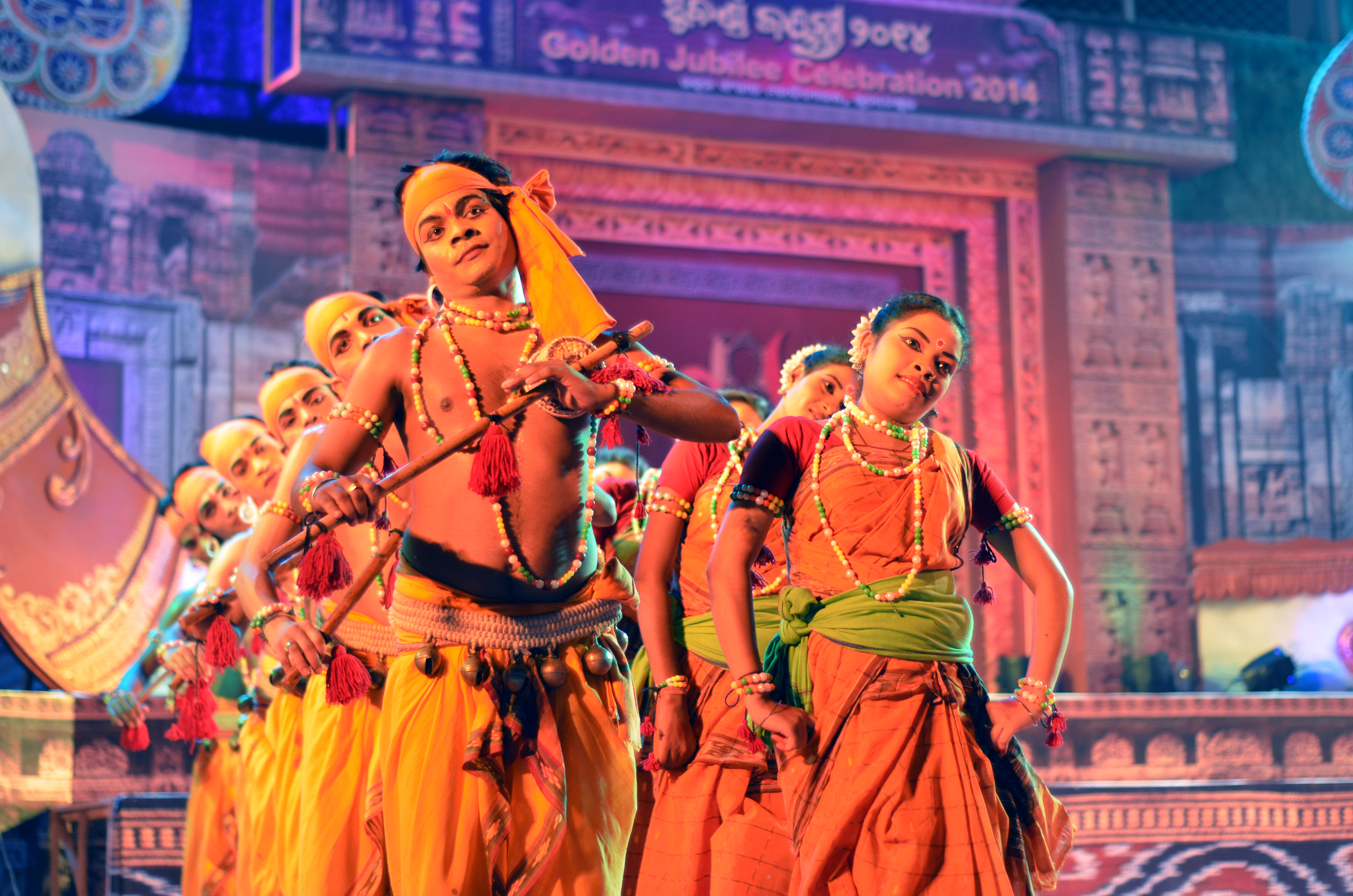
以毘濕奴派為題材的喬吼舞

喬吼舞，是一種起源於印度東部的舞蹈，其舞蹈具有濃厚的古典色彩，包含武術、部落文化以及民間傳統。 此外，依照位置分布的不同而發展出三種風格，三地分別是孟加拉普如里亞縣、賈坎德邦塞賴卡拉鎮，以及奧里薩邦馬尤布漢傑縣。
從慶祝節日，含武術、雜技和田徑運動的民間舞蹈，到具濕婆教，毘濕奴派、沙克達教色彩的宗教舞蹈，喬吼舞與東印度人們的生活密不可分。每年春季，因應各地習俗，傳統由男性組成的舞蹈團自訂舞蹈故事，其取材來自眾所皆知的印度史詩摩訶婆羅多、羅摩衍那和其他經典的印度文獻，以喜慶的節奏、宗教的精神召集來自不同社會經濟背景的人們，共同沉浸在歡樂的氛圍，令人讚嘆；然而，並非所有舞蹈服飾都一致，會有地區上的區別，例如，普如里亞和塞賴卡拉大量使用面具來識別角色，反觀在馬尤布漢地區並沒有太多面具的出現。

## 詞源
喬吼舞是起源於印度東側拉赫地區的傳統舞蹈，因此chhau一詞可能來自梵文Chāya，意思是陰影、圖像或面具 ，有的人則主張chhau一詞源自梵文字根 Chadma (代表偽裝、隱蔽物)，另外，著名印度詩人Sitakant Mahapatra（页面存档备份，存于）則主張chhau一詞源於奧里亞語 Chhauni ，意味軍營、裝甲或隱身。 

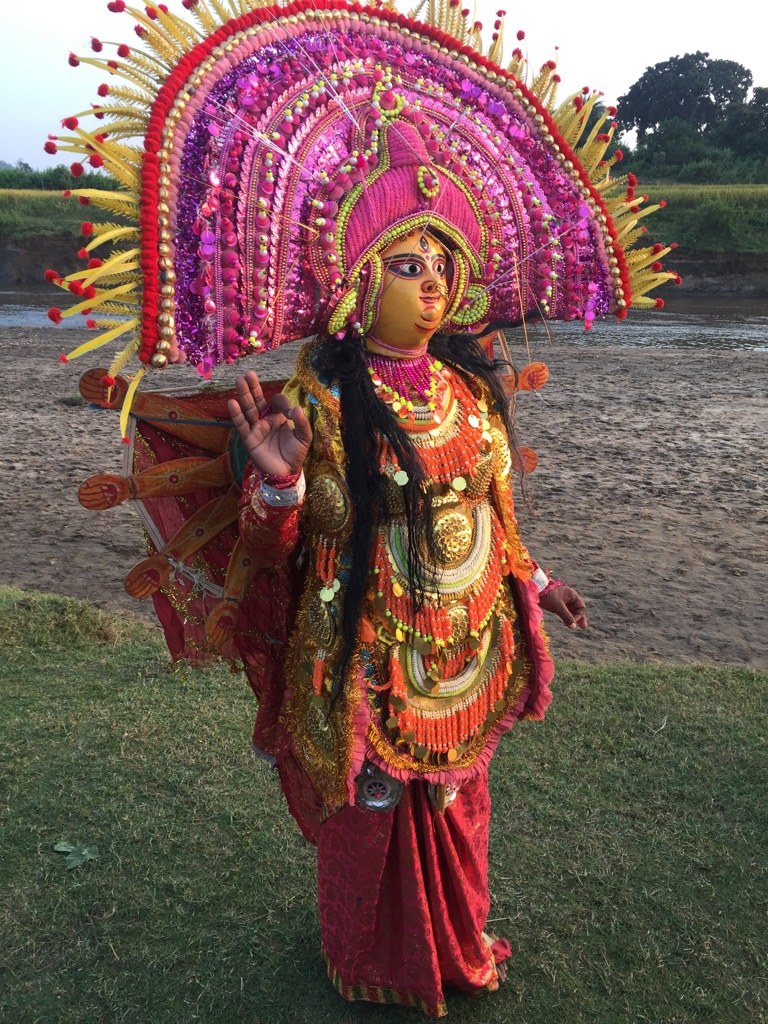
一位舞者扮演女神杜爾加

## 功能

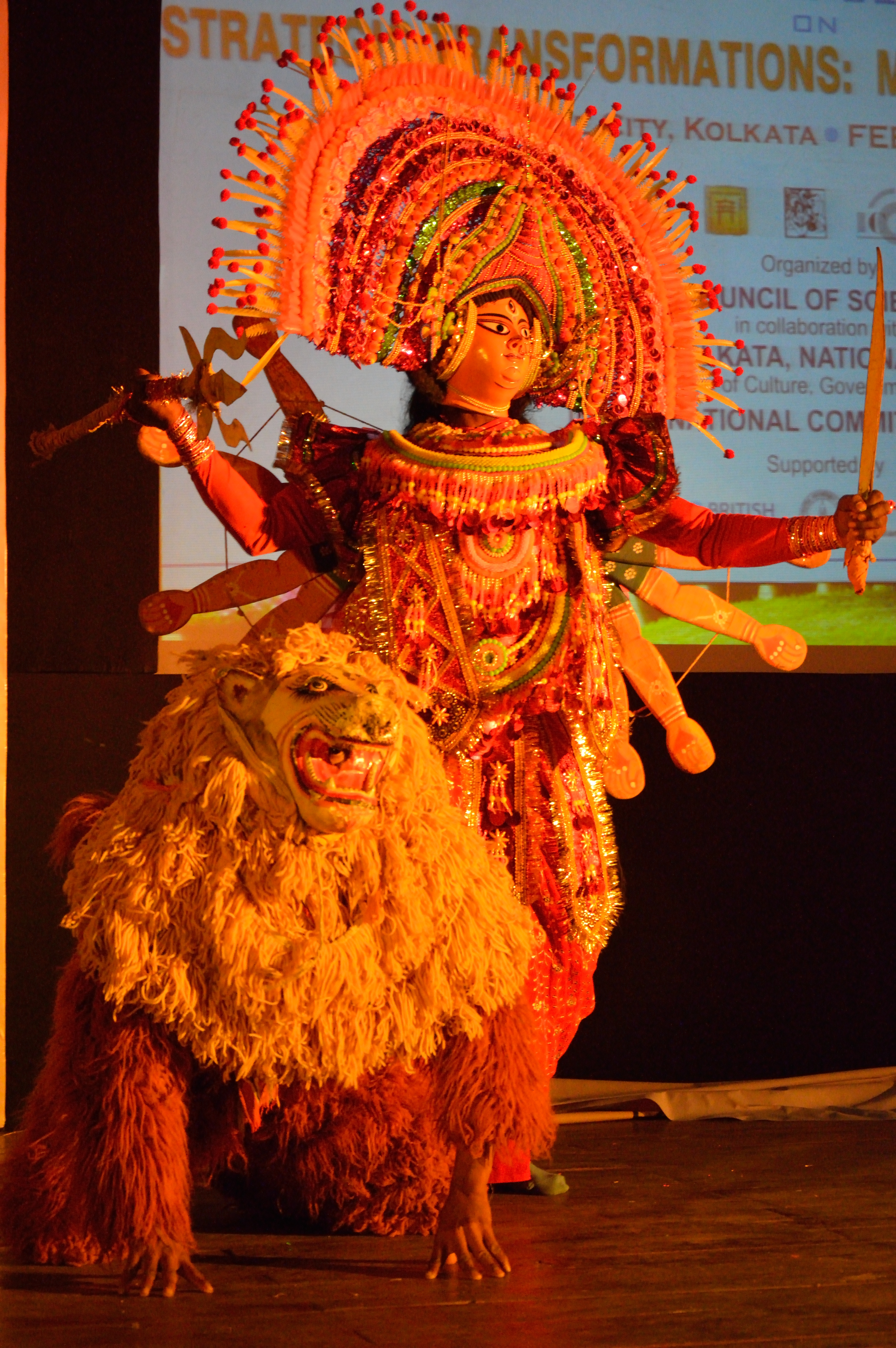
塞式喬吼舞中獅子角色的扮演

喬吼舞主要出現在賈坎德邦、西孟加拉邦和奧里薩邦地區的傳統節日慶典，尤其在春節（Chaitra Parva（页面存档备份，存于）），整個村落男女老少一起參與慶祝 ；普如里亞式的喬吼舞則在太陽節期間作為慶祝的一環充分展現。
以下，簡單將喬吼舞區分為兩種用途來做介紹：

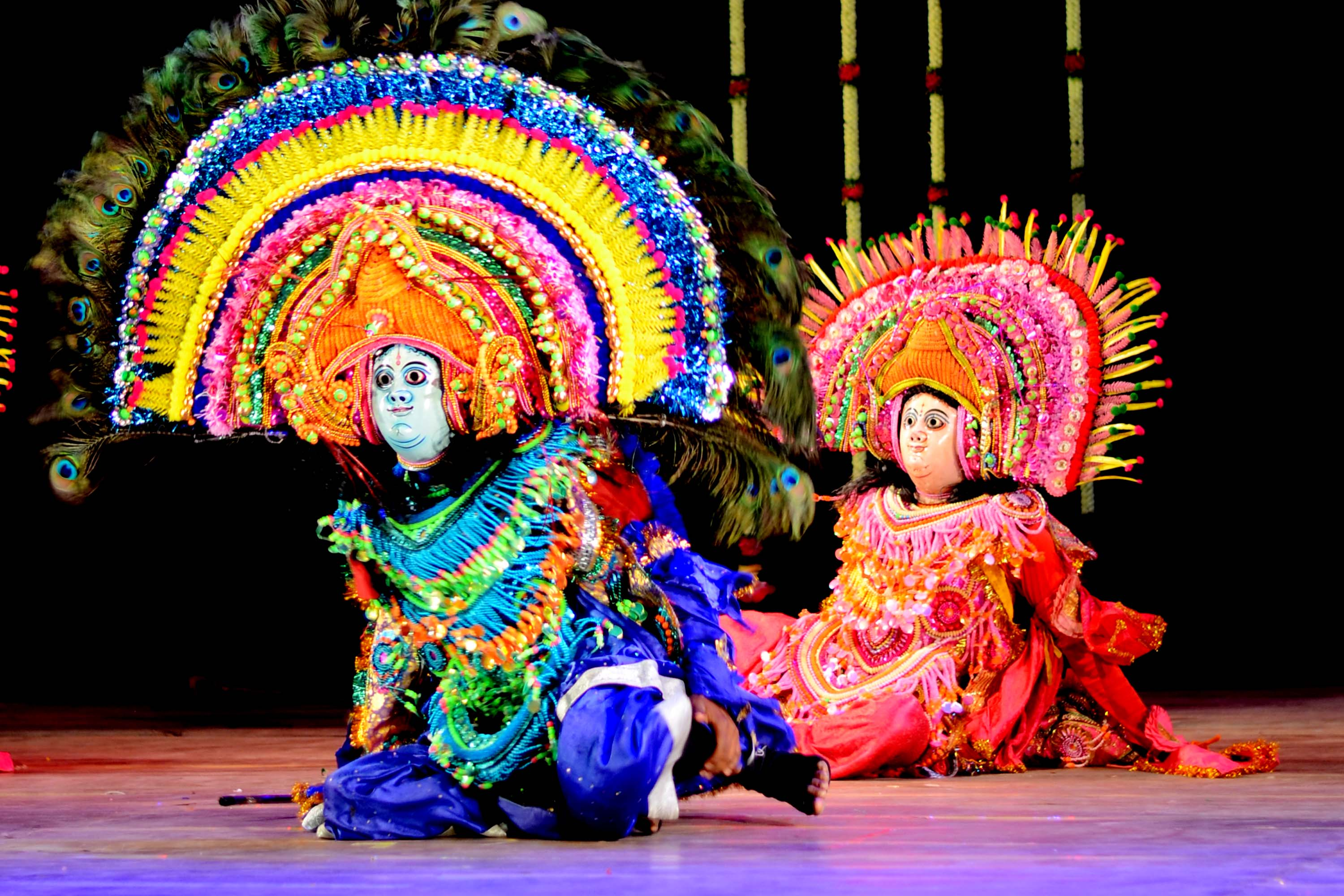
普式的喬吼舞表演

- 慶典式的娛樂作用：此種喬吼舞融合武術，呈現模擬格鬥的場面安排（稱為khel）、鳥類和動物的步態形象（稱為chalis和topkas），以及鄉村主婦進行家務時的動作（稱為uflis）。學者Mohan Khokar指出，這種用於社區慶典、炒熱氣氛的喬吼舞並沒有儀式上的意義，僅是一種娛樂作用的展現。[3]

- 較為嚴謹的宗教作用：此種舞蹈主要由男性舞者在夜間，在稱為akhada或asar的露天場所進行。這種舞蹈是有節奏的，並以傳統的民俗音樂為背景，主要以簧管（页面存档备份，存于）和木製鐘型簧管（页面存档备份，存于）演奏。伴奏樂器另外還有各種鼓，包括圓柱鼓（dhol（页面存档备份，存于）），大水壺鼓（dhumsa）和印度傳統樂器kharka或chad-chadi。此種喬吼舞的主題包括當地傳說、民俗、宗教經典等抽象概念的呈現[6]。

值得注意的是，上述兩者喬吼舞都使用面具。面具是普如里亞式和塞賴卡拉式喬吼舞的組成部分，舞蹈、音樂和製作面具的知識是口傳延續的 ；反觀奧里薩邦北部的馬尤布漢傑式喬吼舞並沒有使用面具的習慣，但在公開表演的場合中，舞者向觀眾介紹時，仍會使用面具。

## 風格
可將喬吼舞依地區的不同，分為三種風格：

沒有配戴面具的馬式喬吼舞表演

- 普如里亞式Purulia Chhau：位於孟加拉普如里亞縣，簡稱普式。
- 塞賴卡拉式Seraikella Chhau：位於賈坎德邦塞賴卡拉鎮，簡稱塞式。
- 馬尤布漢傑式Mayurbhanj Chhau：位於奧里薩邦馬尤布漢傑縣，簡稱馬式。

三者最大的差別在於面具的使用，普式和塞式兩者較頻繁的使用面具，馬式則較少或幾乎不用。
以下，就三者不同之處做簡要介紹。
塞式的舞蹈技巧和曲目編排，在早期社會中，均由該地區的上層階級所開發，貴族們既是表演者，同時也是編舞者，然而隨著世代演進，現代社會中，來自各個階層背景的人，都能夠盡情的跳舞，面具使用的方面，塞式喬吼舞透過舞蹈的表演、象徵性強烈的面具，確立演員所扮演的角色；普式同樣大量使用面具，且這些面具由擅長製作印度教神靈和女神泥塑像的陶工所製，這些陶工主要來自普式喬吼舞的地區，即為西孟加拉邦的普如里亞地區，另外，普式的面具，主要以舞者為主，以所扮演的角色形象為輔，例如，一個獅子角色的扮演，除了獅子面具，同時也有人體服裝，讓演員以四肢行走 ；馬式表演時不戴面具，然在舞蹈技術上類似於塞式，而非普式。

## 識別與培訓
早在2010年，喬吼舞即被聯合國教科文組織列為人類非物質文化遺產。。
1960年奧里薩邦政府在塞賴卡拉建立了官方舞蹈中心，並由印度政府成立的國家級表演藝術學院（页面存档备份，存于）接管，現今已為國家級的舞蹈中心。1962年，在巴里帕達成立了非政府組織Mayurbhanj Chhau Nritya Pratisthan（页面存档备份，存于），這個機構的參與者包括當地藝術家大師、贊助商，藉此培訓喬吼舞舞者，此外，重要節日Chaitra Parva節（页面存档备份，存于）也由州政府贊助舉辦，在此節日中喬吼舞具有相當重要的地位。

## 大眾文化
在2012年的寶萊塢電影Barfi!（页面存档备份，存于）中(台譯巴菲的奇妙命運，於2013年5月上映)，不少舞蹈場景就是普如里亞式的喬吼舞。

## 面具
普式和馬式之間的主要區別在於使用面具與否。前者在舞蹈中使用了面具，馬式則無，因此通過身體的動作和手勢來增添面部表情的豐富度。

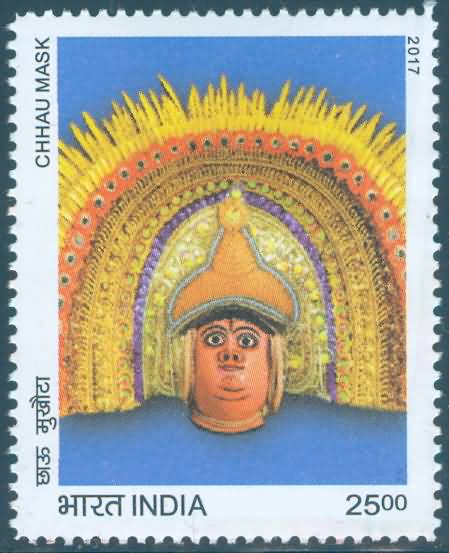
2017年在西孟加拉邦發行的郵票，其圖案即是普式面具

傳統上，普式舞者以黏土為面具的基底，隨後將其著色並用一種乳白色的植物（Sholapith（页面存档备份，存于））來做裝飾，普式所製作的喬吼舞面具，具有特殊性及其製作工法的傳統延續，成功在產品地理標誌中註冊，獲得一定規範的保護。
面具的相關歷史流變、製作流程等可參見喬吼舞面具（页面存档备份，存于）。

## 附錄圖冊

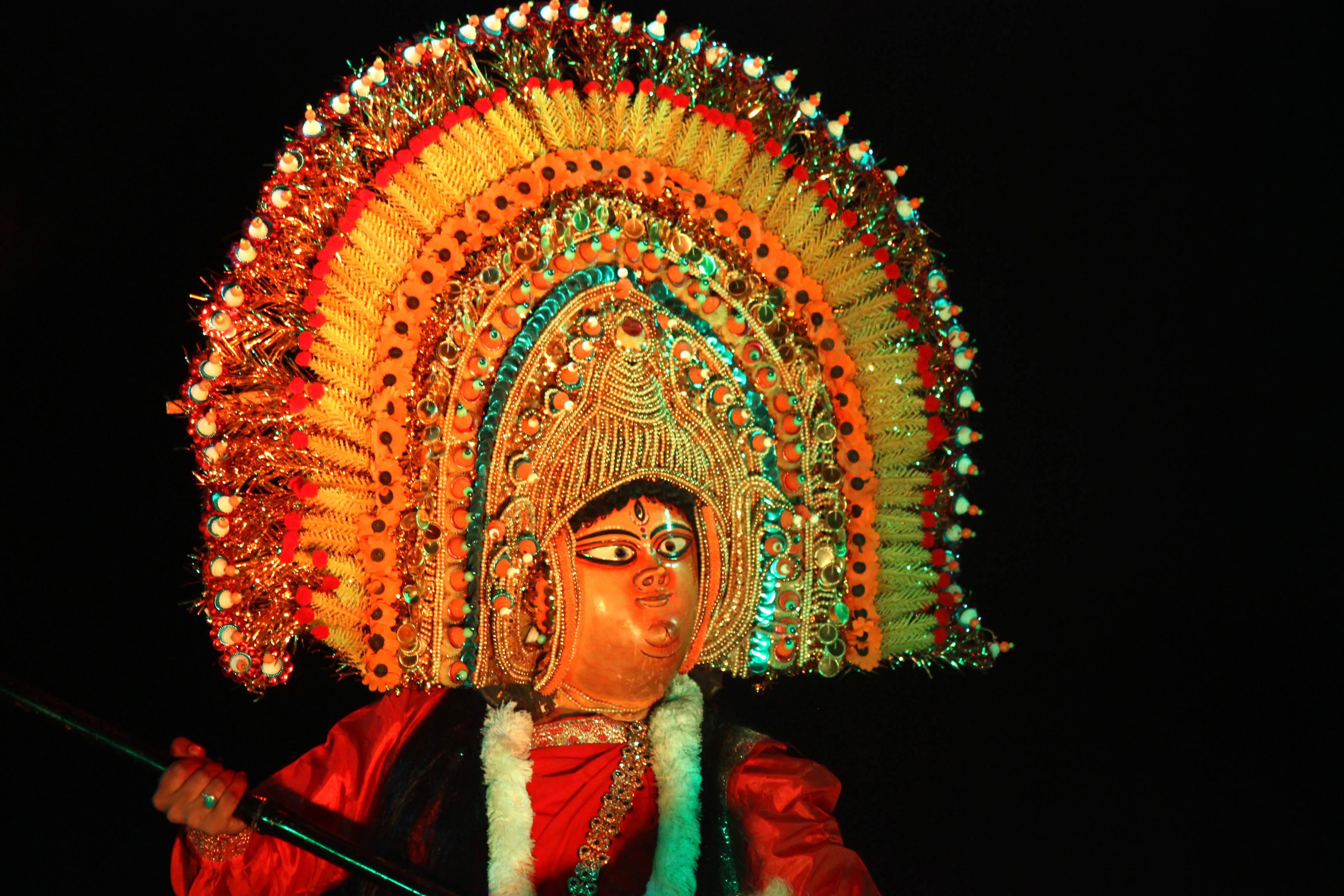
女舞者
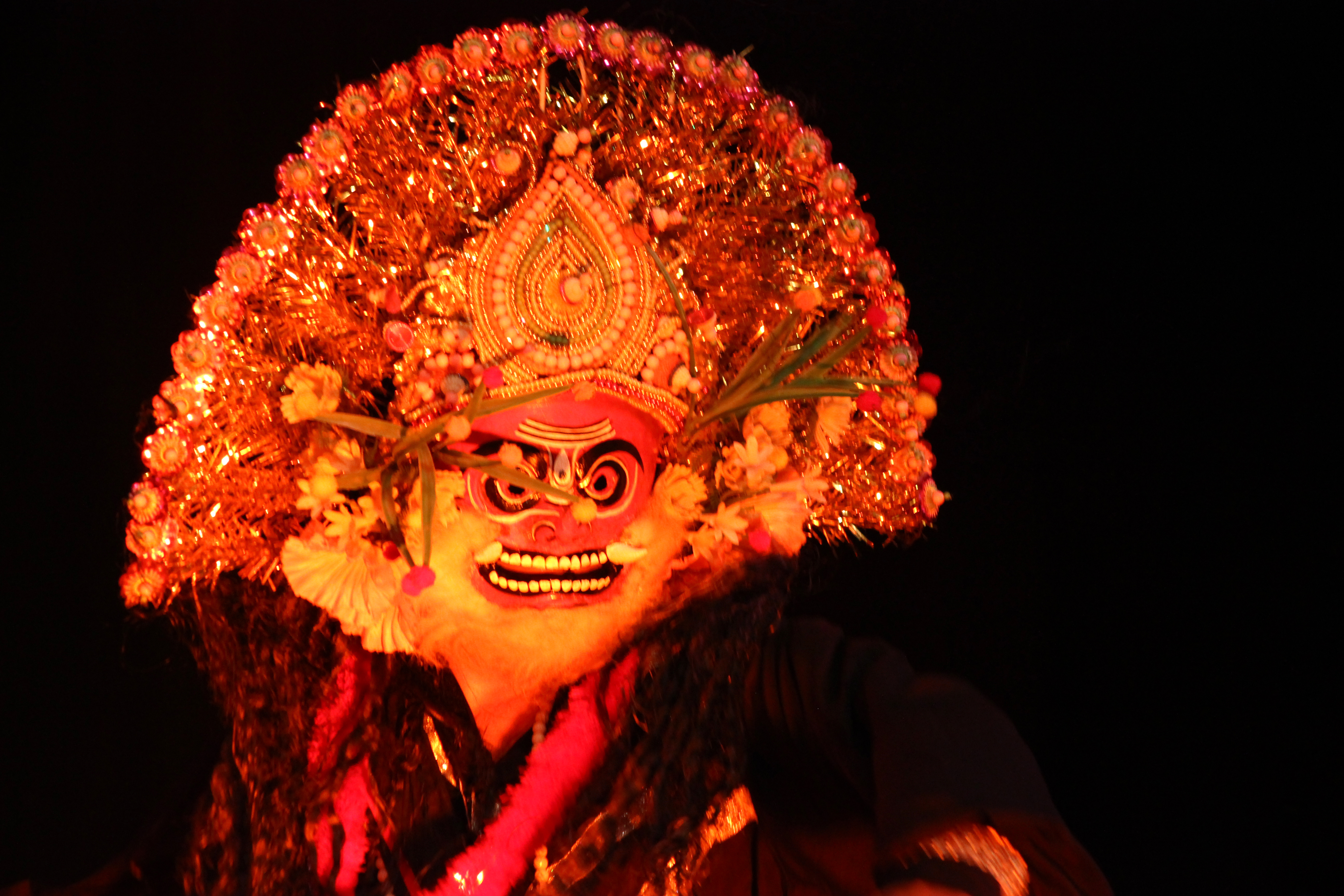
男舞者1
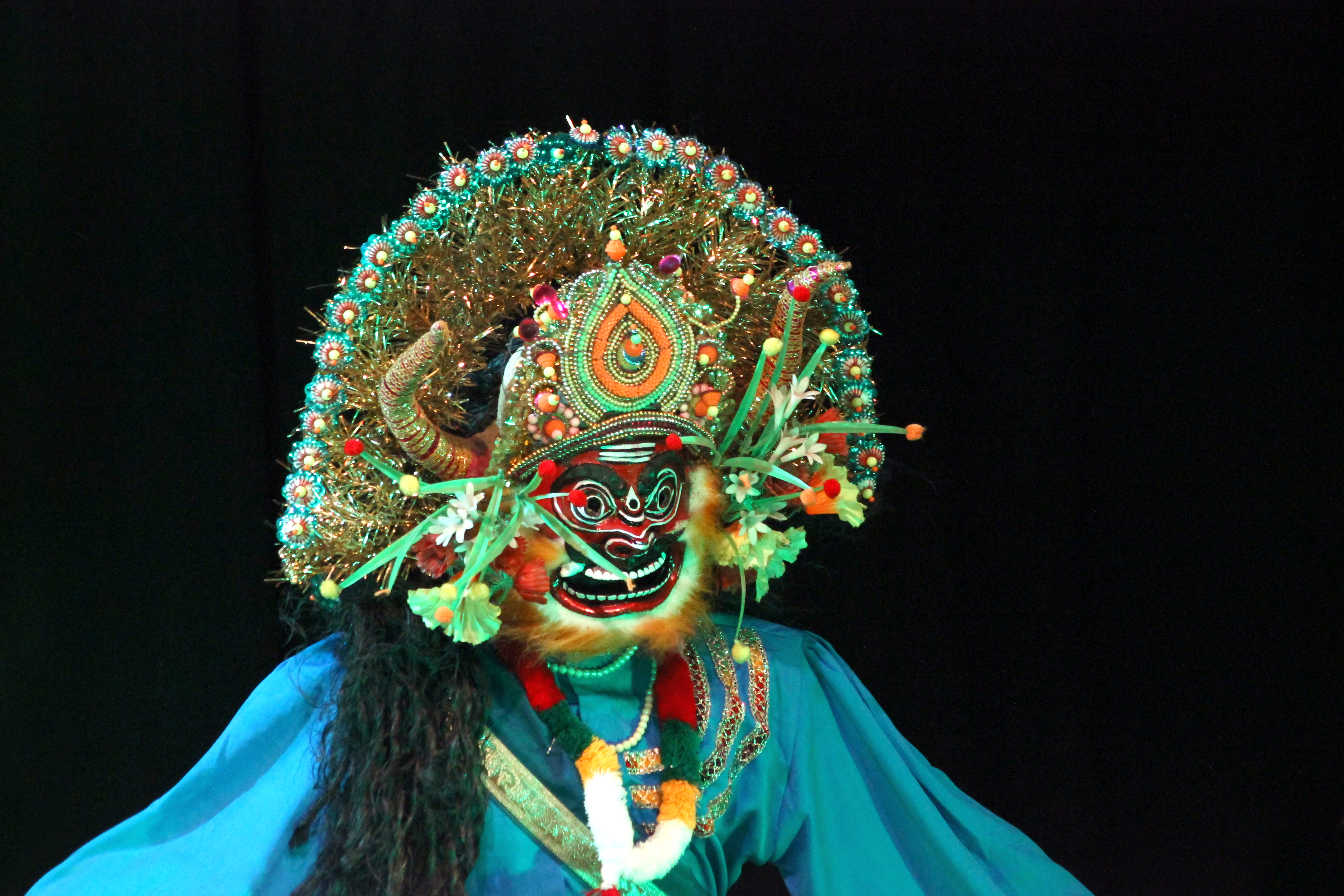
男舞者2
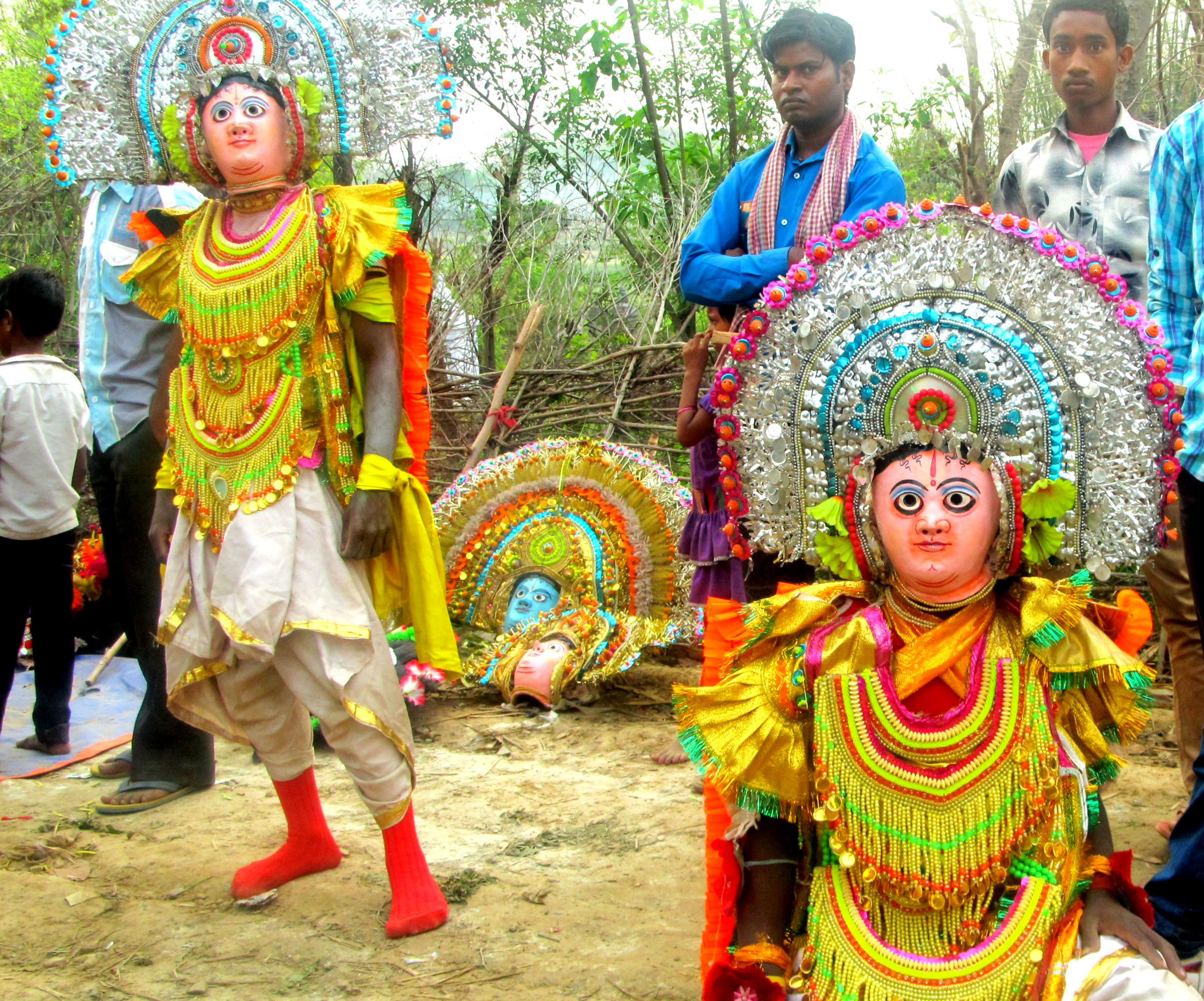
在賈坎德邦表演的舞者
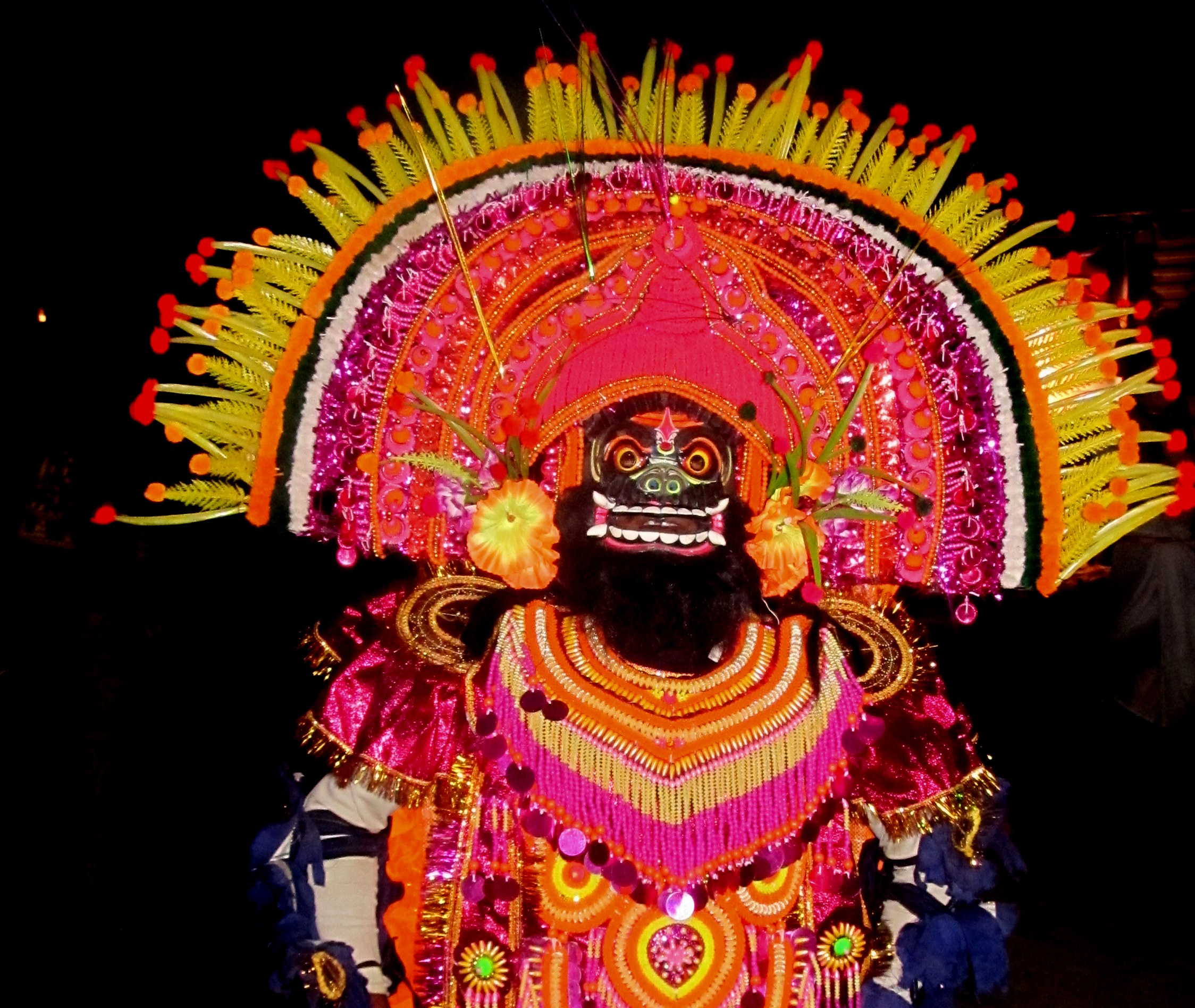
帶著惡魔面具的舞者
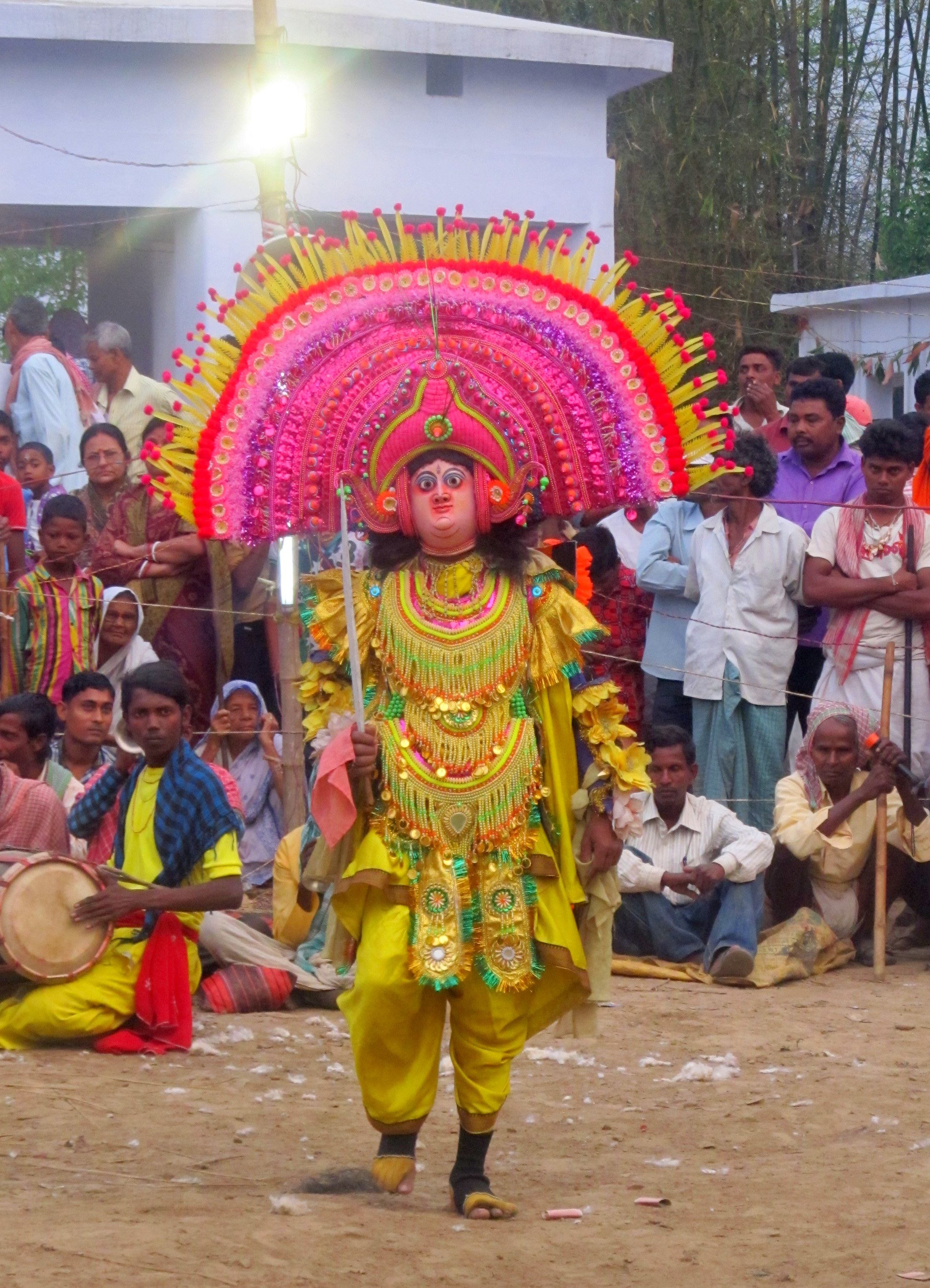
在賈坎德邦某一個村落表演的模樣
在馬尤布漢傑縣表演的模樣